# Terre de George V
La terre de George V (en anglais : George V Land), parfois terre du Roi-George V (King George V Land),,,, est une zone de l'Antarctique qui fait partie du Territoire antarctique australien, à l'intérieur des terres depuis la côte de George V.
Comme les autres zones de l'Antarctique, elle est définie par deux lignes de longitude, 142°02' E et 153°45' E. 
Cette région est explorée pour la première fois par les membres de l'expédition antarctique australasienne (1911-1914) sous la responsabilité de Douglas Mawson, qui donne à cette zone le nom du roi George V du Royaume-Uni.

## liens externes
- Ressources relatives à la géographie :   - Antarctic Names
  - Composite Gazetteer of Antarctica